# Khwaja Sabz Posh (huyện)
Khwaja Sabz Posh là một huyện thuộc tỉnh Faryab, Afghanistan. Dân số thời điểm năm 1999 là 84,813 người.